# Ratpenat pilós pintat
El ratpenat pilós pintat (Kerivoula picta) és una espècie de ratpenat de la família dels vespertiliònids que es troba a Brunei, Xina, Indonèsia, Malàisia, el Nepal, Sri Lanka i el Vietnam.